# Aleksander Wojtkiewicz
Aleksander Wojtkiewicz, łot. Aleksandrs Voitkēvičs, ros. Александр Войткевич (ur. 15 stycznia 1963 w Rydze, zm. 14 lipca 2006 w Baltimore) – polski szachista, reprezentant Stanów Zjednoczonych od 2002 roku.

## Kariera szachowa
Wojtkiewicz był jednym z czołowych łotewskich szachistów, uczniem byłego mistrza świata Michaiła Tala. W 1988 roku przeprowadził się do Polski. Wkrótce otrzymał polskie obywatelstwo i od razu znalazł się na czele polskiej listy rankingowej. W 1989 roku w swoim pierwszym występie w finale indywidualnych mistrzostw Polski w przekonującym stylu wygrał turniej i zdobył tytuł mistrza kraju. W finałach mistrzostw Polski startował jeszcze trzykrotnie, zdobywając złoty (1995) oraz dwa srebrne medale (1992, 1996). Reprezentował Polskę na dwóch olimpiadach, w 1990 i 1992 roku, z ogólnym wynikiem 16 pkt w 28 partiach (57,1%) na pierwszej szachownicy. Dwukrotnie (1989, 1992) brał udział w drużynowych mistrzostwach Europy. W swoim pierwszym występie rezultatem 7 pkt w 9 partiach zdobył srebrny medal na drugiej szachownicy. W 1990 roku Międzynarodowa Federacja Szachowa przyznała mu tytuł arcymistrza.
Wojtkiewicz brał udział w dużej liczbie turniejów na całym świecie, często zdobywając nagrody w otwartych turniejach szwajcarskich. Do najbardziej spektakularnych jego sukcesów należy zwycięstwo w turnieju internetowym, zorganizowanym przez Internet Chess Club, którego stawką było zaproszenie na prestiżowy turniej z udziałem dwóch najsilniejszych szachistów świata. W rozegranym w kwietniu 2000 roku w Islandii turnieju Wojtkiewicz zajął trzecie miejsce za Garrim Kasparowem i Viswanathanem Anandem (w półfinale przegrał z Kasparowem ½ - 1½). Od końca lat dziewięćdziesiątych skoncentrował się na turniejach rozgrywanych w Stanach Zjednoczonych, zamieszkał w Baltimore i podjął studia na Uniwersytecie Marylandu, gdzie został członkiem najsilniejszej w historii uczelni drużyny szachowej. W 2004 roku, jako reprezentant USA, brał udział w mistrzostwach świata FIDE rozgrywanych systemem pucharowym. Awansował do drugiej rundy, gdzie został wyeliminowany przez Wadima Zwiagincewa.
Najwyższy ranking w karierze osiągnął 1 lipca 1998, z wynikiem 2595 punktów dzielił wówczas 88-95. miejsce na światowej liście FIDE, jednocześnie zajmując 1. miejsce wśród polskich szachistów. Po raz ostatni na liście rankingowej notowany był 1 lipca 2006, posiadał wówczas 2562 punkty, co dawało mu 18. miejsce wśród szachistów Stanów Zjednoczonych
Aleksander Wojtkiewicz cierpiał na różnorodne dolegliwości zdrowotne. Dosyć szybko osiwiał, miewał też spore problemy z żołądkiem. Nabawił się choroby wrzodowej, która była bezpośrednią przyczyną jego śmierci.